# Barbara Garson
 (avril 2021).
 (avril 2021).
La mise en forme du texte ne suit pas les recommandations de Wikipédia : il faut le « wikifier ».
Les points d'amélioration suivants sont les cas les plus fréquents. Le détail des points à revoir est peut-être précisé sur la page de discussion.
- Les titres sont pré-formatés par le logiciel. Ils ne sont ni en capitales, ni en gras.
- Le texte ne doit pas être écrit en capitales (les noms de famille non plus), ni en gras, ni en italique, ni en « petit »…
- Le gras n'est utilisé que pour surligner le titre de l'article dans l'introduction, une seule fois.
- L'italique est rarement utilisé : mots en langue étrangère, titres d'œuvres, noms de bateaux, etc.
- Les citations ne sont pas en italique mais en corps de texte normal. Elles sont entourées par des guillemets français : « et ».
- Les listes à puces sont à éviter, des paragraphes rédigés étant largement préférés. Les tableaux sont à réserver à la présentation de données structurées (résultats, etc.).
- Les appels de note de bas de page (petits chiffres en exposant, introduits par l'outil «  Source ») sont à placer entre la fin de phrase et le point final[comme ça].
- Les liens internes (vers d'autres articles de Wikipédia) sont à choisir avec parcimonie. Créez des liens vers des articles approfondissant le sujet. Les termes génériques sans rapport avec le sujet sont à éviter, ainsi que les répétitions de liens vers un même terme.
- Les liens externes sont à placer uniquement dans une section « Liens externes », à la fin de l'article. Ces liens sont à choisir avec parcimonie suivant les règles définies. Si un lien sert de source à l'article, son insertion dans le texte est à faire par les notes de bas de page.
- La présentation des références doit suivre les conventions bibliographiques. Il est recommandé d'utiliser les modèles {{Ouvrage}}, {{Chapitre}}, {{Article}}, {{Lien web}} et/ou {{Bibliographie}}. Le mode d'édition visuel peut mettre en forme automatiquement les références.
- Insérer une infobox (cadre d'informations à droite) n'est pas obligatoire pour parachever la mise en page.

Pour une aide détaillée, merci de consulter Aide:Wikification.
Si vous pensez que ces points ont été résolus, vous pouvez retirer ce bandeau et améliorer la mise en forme d'un autre article.
Barbara Garson, née le 7 juillet 1941 à Brooklyn, est une dramaturge, autrice et militante sociale américaine, peut-être plus connue pour la pièce MacBird!

## Éducation et vie personnelle
Garson a étudié à l'Université de Californie à Berkeley, où elle a obtenu un BA spécialisé en histoire classique en 1964. Elle était active au sein du Free Speech Movement (ou Mouvement pour la liberté d'expression), en tant que rédactrice en chef du Free Speech Movement Newsletter (Journal du Mouvement pour la liberté d'expression), qui était imprimé en offset qu'elle avait elle-même restauré. Elle était l'une des 800 personnes arrêtées le 2 décembre 1964 lors d'un sit-in au Sproul Hall, Berkeley, à la suite du Machine Speech de Mario Savio. En 1968, Garson a eu un enfant, Juliet, et en 1969, elle est allée travailler au Shelter Half, un café GI anti-guerre près de la base militaire de Fort Lewis à Tacoma, Washington. Au début des années 1970, elle déménage à Manhattan, publiant de courts essais humoristiques et des critiques de théâtre principalement pour The Village Voice ainsi que des pièces de théâtre.

## MacBird!
L'œuvre la plus célèbre de Garson, MacBird!, un drame de contre-culture / parodie politique de 1966 de Macbeth est « l'une des pièces les plus controversées produites dans les années 1960 ». Il était à l'origine destiné à un enseignement anti-guerre à Berkeley. La première édition, qui a été auto-publiée sur la même presse offset que la Free Speech Movement Newsletter, s'était vendue à plus de 200000 exemplaires en 1967 lorsque la pièce a ouvert ses portes à New York dans une production mettant en vedette Stacy Keach, William Devane, Cleavon Little et Rue McClanahan . Tandis que ces acteurs alors inconnus sont devenus des incontournables du théâtre, du cinéma et de la télévision américains, l'autrice "a disparu de la vue du public à l'apogée de la gloire". La pièce a depuis vu plus de 300 productions dans le monde et s'est vendue à plus d'un demi-million d'exemplaires ".  MacBird! est dans les mémoires comme une attaque contre le président américain de l'époque, Lyndon Johnson . En fait, il a présenté le prédécesseur de Johnson, John F. Kennedy, et son futur successeur Robert F. Kennedy comme tout aussi inacceptables mais plus dangereusement séduisants. Garson voulait que ses camarades militants des années 1960 se retirent du Parti démocrate et créent leurs propres institutions, y compris un troisième parti. Pour cette raison, elle pouvait parfois être aperçue en dehors des théâtres californiens où MacBird! jouait, recueillant des signatures pour inscrire le Parti de la paix et de la liberté sur le bulletin de vote. La réaction critique a été mitigée et la pièce "a eu des défenseurs et des détracteurs d'égale stature". Dwight Macdonald, dans The New York Review of Books, l'a appelé « la satire politique la plus drôle, la plus ingénieuse et la plus ingénieuse que j'ai lue depuis des années... » Robert Brustein a écrit que « Bien que cette pièce ne soit que de provoquer une tempête de protestation (pas tout à fait injustifiée) et peut même être réprimée par une agence gouvernementale, elle restera probablement l'une des œuvres brutalement provocantes du théâtre américain ainsi que l'une des plus terriblement amusantes, "et a fait l'éloge de Garson comme" un parodiste extraordinairement doué. »

## Autres pièces de théâtre
La prochaine pièce de théâtre de Garson, Going Co-op (1972), était une comédie sur les résidents d'un immeuble d'habitation de l'Upper West Side qui devenaient coopératifs et un collectif politique de gauche en difficulté qui rentre chez lui pour aider à organiser les locataires qui n'ont pas les moyens de le faire. passer des locataires aux propriétaires. Elle a été écrite avec Fred Gardner, à qui on attribue la fondation du premier des cafés GI de l'époque vietnamienne.
La pièce musicale pour enfants de Garson, The Dinosaur Door, qui se déroule lors d'un voyage de classe au Musée d'histoire naturelle, a été jouée au Theatre for the New City en 1976. Il mettait en vedette un casting d'enfants, dont Mark Vincent, sept ans, maintenant connu sous le nom de héros d'action Vin Diesel. Il a reçu un Obie pour l'écriture dramatique en 1977.
Une critique de Village Voice[Qui ?] a déclaré à propos de The Dinosaur Door : "Ce qui est si merveilleux, c'est la richesse de ce ragoût, le ... monde derrière les expositions et les enfants absolument amusants et sympathiques - chaque spécial et pratique, chacun une personne à part entière. J'ai aimé l'œil satirique mais chaleureusement affectueux avec lequel Garson voit chaque personnage et les relations tendrement complexes de la série. J'aime le fait que Garson ne soit pas rigoureuse avec les idées parce qu'elle écrit pour les enfants."
Un téléfilm de The Dinosaur Door a été commandé par la productrice-réalisatrice Joyce Chopra en 1982, mais aucun film de la pièce n'a été réalisé.
Une pièce de théâtre complète, The Department (1983), écrite pour et interprétée par le groupe organisateur Women Office Workers (WOW), se déroule dans le back-office d'une banque qui est sur le point d'être automatisée. Le département, bien qu'une farce légère, expose bon nombre des problèmes que Garson développe dans son livre de 1989 The Electronic Sweatshop .

## Non-fiction
En plus des pièces de théâtre, Garson est l'auteur de quatre livres de non-fiction :
- Toute la journée Livelong : Le sens et l'avilissement du travail de routine, Doubleday, New York, 1975 .; Édition augmentée, Penguin, 1994.
- The Electronic Sweatshop : Comment les ordinateurs transforment le bureau du futur en usine du passé, Simon & Schuster, NY, 1988.
- L'argent fait tourner le monde : un investisseur suit son argent dans l'économie mondiale, Viking, NY, 2001.
- Down the Up Escalator : Comment les 99% vivent dans la grande récession, Doubleday, NY, 2013.

Ces livres abordent des phénomènes complexes du capitalisme à travers des anecdotes et des interviews dramatiques. Chacun décrit un tournant historique à travers les voix d'un éventail de personnes qui peuvent ou non saisir pleinement les changements qui se produisent dans leur propre vie.
Dans Money Makes the World Go Around (L'argent fait tourner le monde), Garson explique le fonctionnement de l'économie mondiale en déposant son avance de livre dans une banque de petite ville à succursale unique, puis en suivant le chemin théorique de cet argent à travers le monde. À un moment donné, son argent a été investi dans Suez, la société française qui possédait le système d'eau de Johannesburg. Lorsque des manifestants ont été arrêtés pour s'opposer aux augmentations de prix et aux coupures d'eau, Garson a organisé une manifestation des «actionnaires» en leur nom devant le consulat sud-africain à New York.
Garson insiste sur le fait que l'activisme est essentiel à son écriture. Mais ses pièces de théâtre et ses non-fiction présentent des personnages superposés et des rebondissements qui sont souvent hors de propos ou même hostiles aux principes libéraux et socialistes. En effet, L'argent fait tourner le monde a été largement ignoré par le mouvement anti-mondialisation au sein duquel Garson était active, tandis qu'une revue du Wall Street Journal a déclaré que "Mme Garson raconte ses voyages avec une combinaison désarmante et équilibrée d'étonnement et d'inquiétude sociale" et Business Week ont dit "... sa voix est si obstinément bonne et son intelligence si évidente qu'à la fin de Baedeker de cette curieuse capitaliste, vous ne pouvez pas vous empêcher de faire confiance à ses doux jugements.
Son dernier livre, Down the Up Escalator: How the 99% Live in the Great Recession, s'intéresse aux effets de la Grande Récession «qui remodèle la vie et les perspectives des gens». Kirkus Reviews admire la "clarté brutale" de Garson et l'appelle une "présentation habile qui lève le voile".  George Packer, écrivant dans The New Yorker, dit de Garson, « elle a écrit plusieurs livres de reportages sociaux sur le travail et l'argent, et cet engagement constant pendant de nombreuses décennies a aiguisé une voix attrayante: ironique, modeste, réaliste… comme un sympathique. mais ami un peu critique, prêt avec un câlin et incapable de ne pas donner de conseils. »
Garson est l'auteur de plus de 150 articles dans des publications telles que Harper's, The New York Times, McCalls, Newsweek, Geo, The Village Voice, Ms, The Washington Post, The Boston Globe, The Baltimore Sun, Los Angeles Times, The Denver Post, l'australien, Newsday, Modern Maturity, Mother Jones, The Arizona Republic, The Guardian, The nation, Il Posto, Znet et The nation ' tomdispatch.com.

## Récompenses
Garson a reçu un Obie pour The Dinosaur Door et une commission spéciale du New York State Council on the Arts, pour la création de pièces pour un public plus jeune. Elle a reçu une bourse Guggenheim, une bourse nationale de dotation pour les arts, une bourse de la Fondation Louis M. Rabinowitz, le prix New York Public Library Books to Remember et le prix Best Business Books of 1989 du Library Journal, et une bourse de la Fondation MacArthur pour la lecture et l'écriture.

## Activisme ultérieur
Lors de l'élection présidentielle américaine de 1992, Garson était le candidat à la vice-présidence de J. Quinn Brisben sur le ticket du Parti socialiste américain, remplaçant Bill Edwards, décédé pendant la course. En août 1992, elle a reçu un message sur son répondeur: « Nous sommes désolés de vous dire que le candidat socialiste à la vice-présidence, Bill Edwards, est décédé. Nous aimerions votre aide pour rédiger un communiqué de presse pour les journaux. Et aussi, aimeriez-vous vous présenter à la vice-présidence ? », qu'elle croyait au départ être une blague.
Garson était actif dans le mouvement de protestation contre la mondialisation des entreprises et les manifestations avant la guerre en Irak.
Elle était présente au parc Zuccotti lors des manifestations d'Occupy Wall Street en 2011.